# Емануил Лепчев
Емануил Лепчев или Ляпчев (изписване до 1945 година: Емануилъ Лѣпчевъ) е български просветен деец от Македония.

## Биография
Лепчев е роден в кайлярското село Биралци, тогава в Османската империя, днес Пердикас, Гърция. Завършва в 1892 година със седмия випуск Солунската българска мъжка гимназия, след което следва в Белгия. Завръща се в Македония и преподава турски език в българската класическа гимназия в Битоля. В края на 1904 година е назначен за член на Солунския апелативен съд. Става учител в българската екзархийска гимназия в Одрин.
От 1907 до Междусъюзническата война в 1913 година учителства в Солун в мъжката, девическата и търговската българска гимнизия.
След Младотурската революция в 1908 година става деец на Съюза на българските конституционни клубове и е избран за делегат на неговия Учредителен конгрес от Емборе. Член е на временното бюро на Съюза в Солун. Член е на Извънредния съд в града.
Делегат е от Емборе на Първия общ събор на Българската матица в Солун от 20 до 22 април 1910 година.
През ноември 1912 година участва в издаването на вестник „Беломорец“ в Солун.
По-късно след 1919 година работи като чиновник в Пловдив. Към 1929 година е председател на Македонското братство в Дупница. Участва на конгреса на Съюза на македонските емигрантски организации от януари 1931 година и е избран в постоянното бюро като втори председател. През 1933 година е повторно избран за председател на Дупнишкото македонско братство.
Синът му, Александър Ляпчев, в 1936 година завършва право в Софийския университет.